# 데그사스탄 전투
데그사스탄 전투(Battle of Degsastan)는 603년경 베오르니체 국왕 애설프리스와 달 리어타 국왕 아단 막 가브란이 맞붙은 전투다. 애설프리스의 군세가 더 작았고, 전투 와중 동생 테오드발드가 전사했지만 결국 베오르니체군이 결정적 승리를 거두었다. 그 외에 이 전투에 관하여 알려져 있는 것은 많지 않다. 다그사스탄이라는 곳이 어디인지조차 불명이다.
베다 베네라빌리스의 『앵글인의 교회사』 1책 34장에 보면 애설프리스가 브리튼인들을 침공하여 자기 영토와 권력을 늘리자 위협감을 느낀 아단이 크고 강한 군세를 모았다. 애설프리스의 군세가 더 작았으나 아단의 군대 대부분이 살육되고 아단 본인은 도주하여 애설프리스의 대승으로 전투가 끝났다. 이후로 브리튼섬의 게일인 왕공들은 다시는 앵글인들에게 전쟁을 걸려 하지 못했고, 베다 본인이 살던 당대(전투로부터 130년 뒤)까지 그러했다고 한다.
아단의 군대에는 전 베오르니체 왕 후사의 아들 헤링도 있었다고 『앵글로색슨 연대기』에 기록되어 있다. 이는 어쩌면 이 전투가 베오르니체 내부의 왕위계승 싸움의 성격을 가지고 있었을 가능성을 시사한다. 아단군 측에는 또 케넬 노간의 왕자 말 우머 막 바탄이 종군하여, 애설프리스의 동생 에안프리스를 죽였다고 한다.
아단은 608년까지 달 리어타 국왕을 지내다 막내아들 오하드 비더에게 승계하고 퇴위했다. 애설프리스는 616년 다른 전투에서 전사했다.

## 참고 자료
- Matthews, Rupert (2003), England versus Scotland, Barnsley: Leo Cooper, ISBN 0-85052-949-2